# Nonnweiler
Nonnweiler – gmina uzdrowiskowa w zachodnich Niemczech, w kraju związkowym Saara, w powiecie St. Wendel.

## Geografia
Gmina leży nad rzeką Prims, na której utworzono zaporę wodną Primstal (pow. 99 ha). Nonnweiler znajduje się w górach Schwarzwälder Hochwald.
Gmina ma powierzchnię 66,69 km², zamieszkuje ją 8901 osób (2010). Gmina należy w Parku Natury Saar-Hunsrück. Najwyższym punktem gminy a zarazem Saary jest Dollberg (695 m n.p.m.).
Nonnweiler położone jest ok. 40 km na północ od Saarbrücken, ok. 30 km na południowy wschód od Trewiru i ok. 60 km na południowy wschód od Luksemburga.

### Dzielnice
W skład gminy wchodzi osiem dzielnic:
| Dzielnica     | Powierzchnia | Ludność |
| Bierfeld      | 8,31         | 555     |
| Braunshausen  | 4,71         | 911     |
| Kastel        | 8,91         | 1367    |
| Nonnweiler    | 5,95         | 1186    |
| Otzenhausen   | 8,60         | 1800    |
| Primstal      | 18,39        | 2413    |
| Schwarzenbach | 6,09         | 825     |
| Sitzerath     | 5,73         | 846     |

## Historia
Gmina powstała podczas reformy administracyjnej w 1974.

## Polityka

### Wójtowie
- 2003 - obecnie: Hans-Uwe Schneider, CDU

### Rada gminy
Rada gminy składa się z 27 członków:

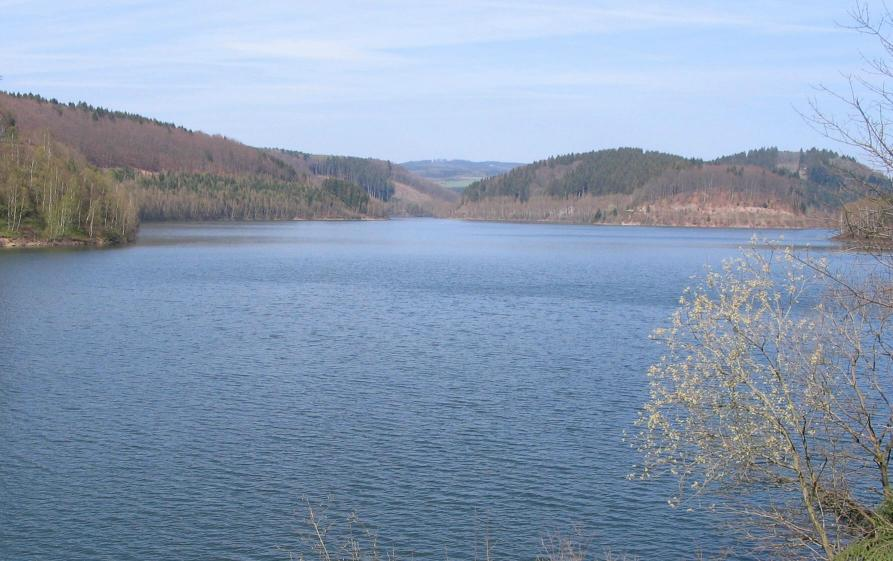
Zapora Primstal

|      | CDU | SPD | FWG | Razem     |
| 2004 | 13  | 12  | 2   | 27 miejsc |

## Zabytki i atrakcje
Bierfeld
- katolicki kościół parafialny, figury i kielich z XVIII w.
- gospodarstwo przy Am Butzenberg 5, z początku XIX w.

Braunshausen
- fontanna z początku XIX w.
- pomnik Christiana Alexandra von Beulwitza z 1830
- domy mieszkalne przy Karl-Diehl-Straße z XIX i XX w.
- brama wjazdowa z 1888
- katolicka kaplica pw. Niepokalanego Poczęcia Najświętszej Maryi Panny (Maria Immaculata) z 1836
- remiza z XVIII w.
- willa przy Mariahütte 6, z 1902
- XVIII-XX wieczne budynki fabryczne w Mariahütte
- kościół ewangelicki w Mariahütte, z 1956
- figury na cmentarzu z XVIII w.

Kastel
- katolicki kościół parafialny pw. św. Wilfreda (St. Wilfried) z XVIII w., wieża z XII w.
- plebania z XVIII w.

- dom przy Im Brühl 6, z 1800

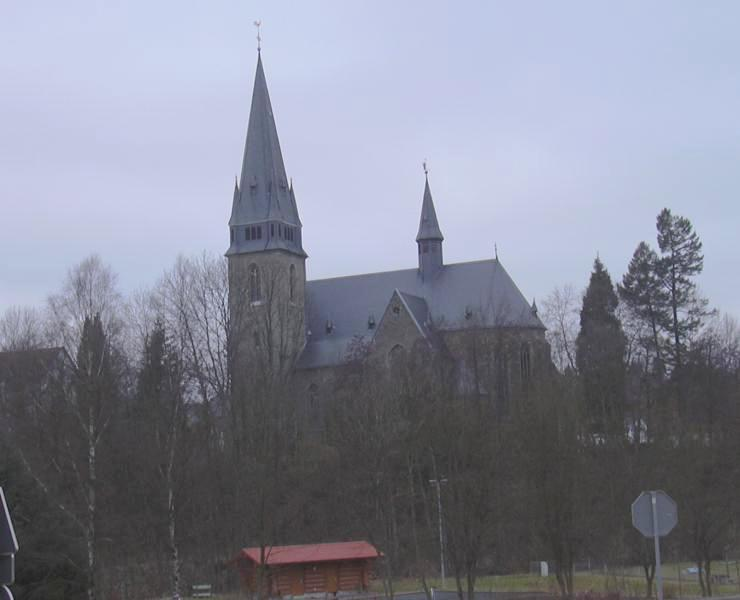
Kościół pw. św. Huberta (Hl. Hubertus)

- dom przy In der Meß 32, z 1921–1926
- gospodarstwo przy Im Brühl 15, z 1875

Nonnweiler
- kaplica cmentarna
- nagrobek Carla Richarda Gottbilla z 1836
- katolicki kościół parafialny pw. św. Hubertartus)
- katedra Hochwald z 1902, według projektu Ludwiga Beckera
- rzeźba z 1750
- ratusz przy Trierer Straße 5/7, z początku XX w.

Otzenhausen
- celtycki wał obronny

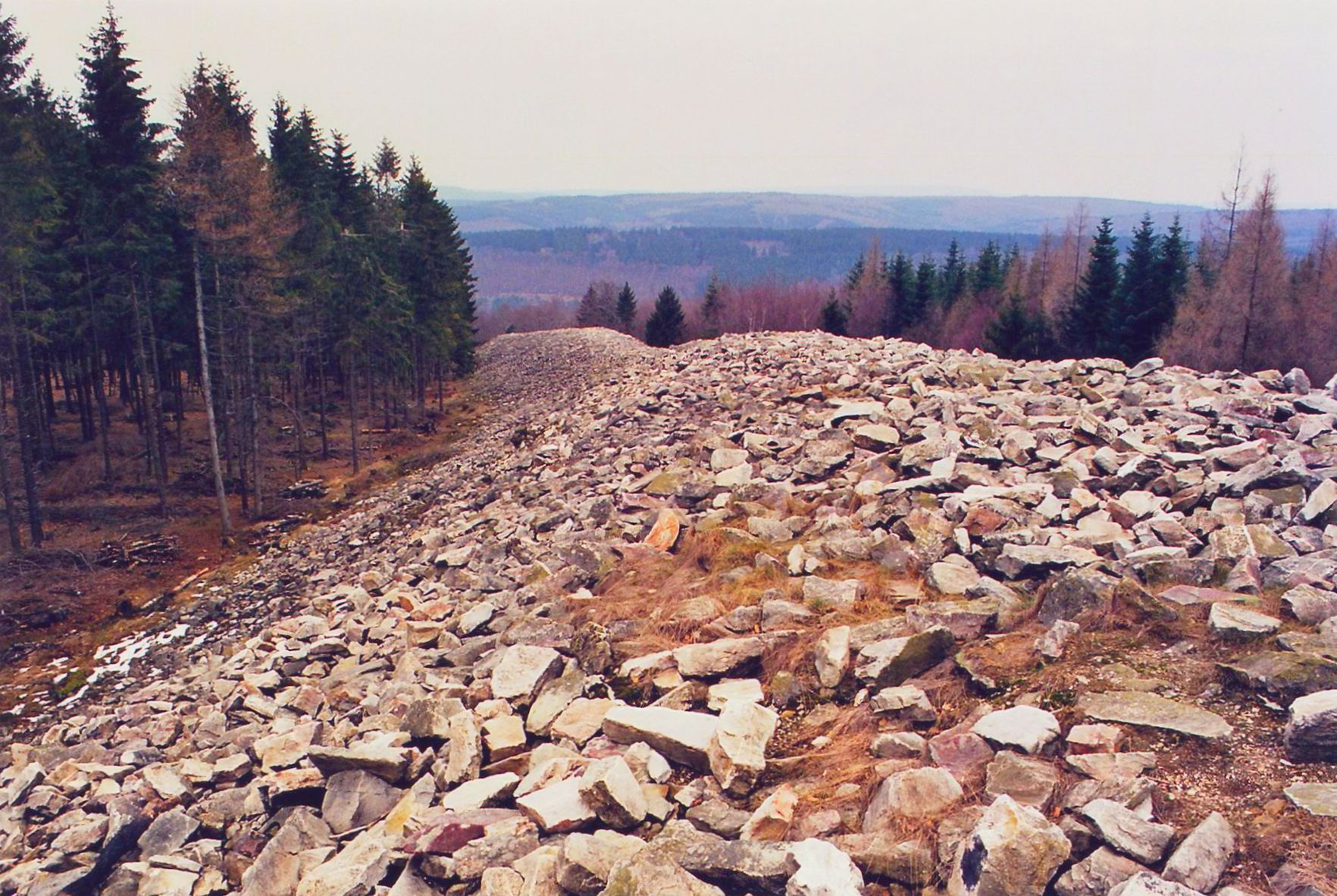
Celtycki wał obronny

- katolicki kościół pw. św. Walentego (St. Valentin)
- gospodarstwo przy Brunnenstraße 23, z XVIII w.

Primstal
- młyn z 1709, odbudowany w 1846
- grota maryjna z 1898
- pomnik wojenny z 1914–1918
- katolicki kościół parafialny pw. Podwyższenia Krzyża Świętego (hl. Kreuzerhöhung), prezbiterium i wieża z XV w.
- gospodarstwa przy Mettnicher Straße 12, 14 i 16, z XIX w.
- gospodarstwo przy Hauptstraße 4, z 1846
- gospodarstwo przy Mettnicher Straße, 4 z 1882

Schwarzenbach
- katolicki kościół parafialny pw. św. Katarzyny (St. Katharina) z 1876, przebudowany w 1933
- gospodarstwo przy Oldenburger Straße 21, z XIX w.
- Nonnweiler leży na trasie szlaku turystycznego Saarland-Rundwanderweg
- muzealna linia kolejowa Hermeskeil-Türkismühle
- zapora wodna Primstal
- szlak turystyczny nad zaporą wodną Primstal, przy którym rozstawiono makiety planet układu słonecznego w skali 1:1 miliard

## Infrastruktura
W Nonnweiler swoją siedzibę ma Wagner Tiefkühlprodukte, jedna z największych firm produkujących produkty mrożone (gł. pizzę), zatrudnia około 1100 osób. Obok tego najważniejszą gałęzią gospodarki jest turystyka (dzielnice Nonnweiler, Otzenhausen, Primstal, Schwarzenbach i Sitzerath posiadają status uzdrowiska).

## Komunikacja
Gmina posiada dogodne połączenia autostradowe, znajduje się tu węzeł autostrady A1 z autostradą A62. Na terenie gminy znajduje się siedem zjazdów.
Na linii kolejowej Hochwald kursują jedynie pociągi muzealne relacji Hermeskeil-Türkismühle. Stacja Nonnweiler była również początkiem linii Primstal, którą jednak częściowo zlikwidowano.

## Osoby urodzone w Nonnweiler
- Gerd Fuchs, (ur. 14 września 1932), pisarz
- Sabine Hark, (ur. 7 sierpnia 1962), socjolog